# Rubricacaecilia monbaroni
Rubricacaecilia monbaroni és una espècie extinta d'amfibi gimnofió que visqué a principis del període Cretaci al territori que avui dia és el Marroc.